# Яузяк (деревня)
Яузяк — деревня в Абатском районе Тюменской области России. Входит в состав Ощепковского сельского поселения.

## История
В «Списке населенных мест Российской империи» 1871 года издания (по сведениям 1868—1869 годов) населённый пункт упомянут как казённая деревня Яузякская Ишимского округа Тобольской губернии, при речке Яузяк, расположенная в 109 верстах от окружного центра города Ишим. В деревне насчитывалось 35 дворов и проживало 147 человек (77 мужчин и 70 женщин).
В 1926 году в деревне имелось 92 хозяйства и проживало 416 человек (185 мужчин и 231 женщина). В административном отношении входила в состав Погорельского сельсовета Абатского района Ишимского округа Уральской области. Функционировала школа I ступени.

## География
Деревня находится в юго-восточной части Тюменской области, в лесостепной зоне, в пределах Ишимской равнины, на левом берегу реки Яузяк, вблизи места впадения её в реку Ишим, на расстоянии примерно 33 километров (по прямой) к северо-востоку от села Абатское, административного центра района. Абсолютная высота — 72 метра над уровнем моря.

### Часовой пояс
Яузяк, как и вся Тюменская область, находится в часовой зоне МСК+2. Смещение применяемого времени относительно UTC составляет +5:00.

## Население
| 1989 | 2002 | 2010 |
| ---- | ---- | ---- |
| 174  | ↘162 | ↘122 |

Гендерный состав
По данным Всероссийской переписи населения 2010 года в гендерной структуре населения мужчины составляли 53,3 %, женщины — соответственно 46,7 %.
Национальный состав
Согласно результатам переписи 2002 года, в национальной структуре населения русские составляли 93 % из 162 чел.

## Инфраструктура
В деревне функционируют сельский клуб и фельдшерско-акушерский пункт.

## Улицы
Уличная сеть деревни состоит из трёх улиц и одного переулка.